# Лук'янов Олексій Власович
Лук'я́нов Олексі́й Вла́сович (1906, Орловська область — 1974) — учасник визволення міста Черкаси 1943 року, командир бригади 1-го Білоруського фронту.
Бригада під його командуванням пройшла 800 км по Білорусі, Польщі та Німеччині. За уміле керівництво в боях за Одер в районі Франкфурта отримав звання Героя Радянського Союзу. Після війни жив в місті Черкаси, де й помер. Похований на Алеї Слави. На його честь названа одна з вулиць Черкас.